# Бардем, Хавьер
Хавье́р А́нхель Энси́нас Барде́м (исп. Javier Ángel Encinas Bardem; род. 1 марта 1969, Лас-Пальмас-де-Гран-Канария, Канарские острова, Испания) — испанский актёр и борец за экологию. Обладатель премии «Оскар» за лучшую мужскую роль второго плана в фильме «Старикам тут не место». Лауреат Каннского фестиваля за лучшую мужскую роль в мексикано-испанском фильме «Бьютифул». Наиболее известные картины Бардема: «Живая плоть», «Море внутри», «Призраки Гойи», «Вики Кристина Барселона» и «007: Координаты „Скайфолл“». С 2010 года женат на актрисе Пенелопе Крус. У пары двое детей. В январе 2018 года Бардем стал амбассадором Гринпис по защите Антарктики.

## Ранние годы
Бардем родился в городе Лас-Пальмас-де-Гран-Канария, на Канарских островах, Испания. Его мать Пилар Бардем (урождённая Мария дель Пилар Бардем Муньос) была актрисой, а его отец — Хосе Карлос Энсинас Доуссинаге — имел кубинские корни, был бизнесменом в экологической сфере. Вскоре после рождения Хавьера родители развелись. Его мать растила детей одна. В семье Бардема очень много режиссёров и актёров: его дедушка — режиссёр Рафаэль Бардем, бабушка — актриса Матильда Муньос Сампедро, дядя — режиссёр и сценарист Хуан Антонио Бардем. Актёрами стали и его сестра Моника Бардем и брат Карлос Бардем.
Ребёнком Хавьер проводил много времени в театрах и на съёмочных площадках. Когда Бардему было 6 лет, он впервые сыграл в телевизионном сериале Фернандо Фернана Гомеса «Плут» (El pícaro). До того как стать актёром, Хавьер был членом юниорской сборной Испании по регби. Хоть он и рос в актёрской семье, он не видел себя в этом бизнесе. Живопись была его первой любовью, которую он начал изучать в художественно-промышленной школе (исп. Escuela de Artes y Oficios). Нуждаясь в деньгах, чтобы платить за своё обучение, Хавьер начал карьеру актёра, но он также говорил, что был плохим художником, и вскоре оставил эту идею. В 1989 году он участвовал в комедийном телевизионном шоу «Весь день впереди» (El día por delante), где должен был носить костюм Супермена в разных скетчах. Также Бардем признался, что один день работал стриптизёром.

## Карьера
В кино Бардем дебютировал в двадцатилетнем возрасте, сыграв небольшую роль в фильме «Возрасты Лулу́», где также сыграла его мать. Режиссёру фильма Бигас Луна понравилась игра актёра, и он предложил ему главную роль в своём следующем фильме — «Ветчина, ветчина», где он сыграл продавца ветчины и модель для нижнего белья. В фильме также сыграла Пенелопа Крус, фильм имел международный успех. Бардем также сыграл в следующем фильме Луна — «Золотые яйца», представ в образе эксцентричного строителя.
В 1994 году ему была вручена «Серебряная раковина лучшему актёру» — приз Международного фестиваля в Сан-Себастьяне за роль в фильмах «Считанные дни» и «Детектив и смерть». Годом позже Бардем был удостоен премии «Гойя» за лучшую роль второго плана. В 1996 году Бардем получил премию «Гойя» за лучшую главную роль.
Талант актёра заметили в США. В 1997 году актёр Джон Малкович хотел поработать с Бардемом, но актёр был вынужден отказаться, так как плохо владел английским. Однако в этом же году состоялся его дебют в американском кино: вместе с Рози Перес он сыграл практикующего сантерию преступника в фильме «Пердита Дуранго». В декабре этого же года Бардем получил приз зрительских симпатий Европейской киноакадемии. После он снова работал на родине. В 2000 году к актёру пришло международное признание. Он сыграл в фильме Джулиана Шнабеля «Пока не наступит ночь», исполнив роль кубинского поэта Рейнальдо Аренаса. Актёр даже получил похвалу от своего кумира Аль Пачино, который оставил ему сообщение на автоответчик. Бардем посчитал это лучшим подарком в жизни. За роль в фильме Бардем был награждён призом Венецианского кинофестиваля. Актёр также стал первым испанским актёром, выдвинутым на «Оскар» «за лучшую мужскую роль».
Сразу после фильма Шнабеля Бардем отказался от роли в фильме Стивена Спилберга «Особое мнение», в итоге роль сыграл Колин Фаррелл. Вместо этого в 2002 году он снимается в режиссёрском дебютном фильме Джона Малковича «Танцующая наверху». Малкович изначально видел в роли детектива испанского актёра, а фильм долго ждал финансирования, что позволило Бардему выучить английский и сыграть эту роль. За свою роль в фильме «Понедельники на солнце» Бардем получил ещё одну премию «Гойя» за лучшую мужскую роль. Своим ответным словом на церемонии награждения Бардем воспользовался, чтобы вместе со своими коллегами выразить протест против войны в Ираке.
В 2004 году Бардем снялся в драме Алехандро Аменабара «Море внутри». За роль Рамона Сампедро, парализованного мужчины, борющегося за легализацию эвтаназии, Бардем получил множество призов, среди которых — призы Венецианского кинофестиваля, Европейской киноакадемии и номинация на «Золотой глобус», а также премию «Гойя» за лучшую мужскую роль. В том же году фильм «Море внутри» получил «Оскар» за лучший иностранный фильм. Тогда же он сыграл небольшую роль в фильме Майкла Манна «Соучастник».
Два года спустя он исполнил роль священника испанской инквизиции в фильме Милоша Формана «Призраки Гойи», где его партнёршей была Натали Портман. В 2007 году Бардем принял участие в двух проектах: в фильме братьев Коэн «Старикам тут не место» и картине Майка Ньюэлла «Любовь во время холеры». В фильме «Старикам тут не место» он сыграл психопата и наёмного убийцу Антона Чигура. За эту роль он стал первым испанским актёром, получившим премию «Оскар» за лучшую мужскую роль второго плана; он также получил премии «Золотой глобус» и BAFTA. Его персонаж «Чигур» занял № 26 место в списке «50 самых мерзких злодеев в истории кино» согласно журналу Entertainment Weekly.
Фрэнсис Форд Коппола назвал Бардема наследником Аль Пачино, Джека Николсона и Роберта Де Ниро, ссылаясь на то, что актёр амбициозный и голодный, не желает почивать на лаврах и всегда рад сделать что-то хорошее. Актёр должен был сыграть наставника главного героя в фильме Копполы «Тетро», но режиссёр почувствовал, что персонажем должна быть женщина, и заменил его на Кармен Мауру. Бардем также должен был сыграть Гвидо Контини в одноимённой адаптации мюзикла «Девять», но роль досталась Дэниел Дэй-Льюису. Вместе с Скарлетт Йоханссон и Пенелопой Крус он сыграл в романтической комедии Вуди Аллена «Вики Кристина Барселона».
В 2010 году Бардем был удостоен приза Каннского фестиваля за лучшую мужскую роль в мексиканском фильме режиссёра Алехандро Гонсалес Иньярриту «Бьютифул». За этот фильм он также был номинирован на премии «Оскар» и BAFTA. В этом же году он снялся в фильме «Ешь, молись, люби», экранизации одноимённого автобиографического произведения Элизабет Гилберт, где главную роль сыграла Джулия Робертс.
8 ноября 2012 года Бардем был удостоен именной звезды на голливудской «Аллее славы». На церемонии закладки присутствовали некоторые члены съёмочной группы боевика «007: Координаты «Скайфолл»», в котором Бардем исполнил роль главного злодея. За эту свою киноработу актёр был номинирован на премию BAFTA Британской киноакадемии.
После актёр сыграл в драме Терренса Малика «К чуду», где его партнёрами были Бен Аффлек, Рэйчел Макадамс и Ольга Куриленко. Затем он снялся в испанском фильме «Влюблённый скорпион», экранизации одноимённого бестселлера своего старшего брата Карлоса Бардема. Актёр также сыграл одну из главных ролей в фильме Ридли Скотта «Советник», где также снялись Майкл Фассбендер, Пенелопа Крус, Камерон Диас и Брэд Питт.
В 2015 году в мировой прокат вышел остросюжетный боевик Пьера Мореля «Ганмен» при участии Шона Пенна, Идриса Эльбы и Хавьера Бардема. Через год на Каннском кинофестивале состоялась премьера драмы Шона Пенна «Последнее лицо», в которой Бардем сыграл вместе с Шарлиз Терон.
В 2017 году Бардем исполнил роль главного антагониста, капитана Армандо Салазара в приключенческом фильме «Пираты Карибского моря: Мертвецы не рассказывают сказки», пятой части знаменитой франшизы. Осенью того же года в России вышел драматический триллер Даррена Аронофски «Мама!» о молодой паре, чьи отношения оказываются под угрозой из-за незваных гостей. Жену героя Бардема сыграла Дженнифер Лоуренс, а гостями, которые и нарушили покой пары, выступили Эд Харрис и Мишель Пфайффер. Картина получила неоднозначные отзывы.
В драме 2017 года «Эскобар» Бардем исполнил главную роль колумбийского наркобарона Пабло Эскобара. Фильм является экранизацией романа-автобиографии «Loving Pablo, Hating Escobar», написанного Вирхинией Вальехо. Партнёрами актёра по съёмочной площадке стали Питер Сарсгаард и Пенелопа Крус.
В 2020 году Хавьер Бардем снялся во второстепенной роли в фантастике Дени Вильнёва «Дюна» и в фильме «Неизбранные дороги» режиссёра и сценариста Салли Поттер, в котором Бардем исполнил главную мужскую роль.

## Личная жизнь
Родной язык Бардема — испанский, но он свободно говорит и по-английски. Актёр является поклонником музыки хеви-метал, в особенности — группы AC/DC. Он не умеет водить машину: садится за руль только во время игры в кино. Также он постоянно называет себя «работником», а не актёром.
Несмотря на то, что Бардем часто играет злодеев, он ненавидит насилие. Эта ненависть зародилась в нём во время драки в ночном клубе, оставившей его со сломанным носом.
В 2007 году Бардем начал встречаться с Пенелопой Крус, своей партнёршей по фильму «Вики Кристина Барселона» (они познакомились ещё в 1992 году на съёмках картины «Ветчина, ветчина»). В июле 2010 года они поженились. У супругов есть двое детей — сын Леонардо Энсинас Крус (род. 25 января 2011) и дочь Луна Энсинас Крус (род. 22 июля 2013).
Ранее у актёра были длительные отношения с переводчицей Кристиной Пэйлз. Они встречались в течение 10 лет.
Во время палестино-израильского конфликта 2014 года Бардем и Крус подписали открытое письмо, в котором назвали действия Израиля геноцидом.
С января 2018 года Бардем является активистом Greenpeace, выступающим за защиту Антарктиды.
В 2022 году во время полномасштабного Российского вторжения в Украину актёр поддержал Украину, выйдя на митинг возле российского посольства в Мадриде.
Бардем — агностик. По его словам: «верит не в Бога, а в Аль Пачино».

## Фильмография
| Год  |   | Русское название                                        | Оригинальное название                            | Роль                          |
| ---- | - | ------------------------------------------------------- | ------------------------------------------------ | ----------------------------- |
| 1990 | ф | Возрасты Лулу                                           | Las edades de Lulú                               | Джимми                        |
| 1991 | ф | Высокие каблуки                                         | Tacones lejanos                                  | Олдермен                      |
| 1992 | ф | Ветчина, ветчина                                        | Jamón, jamón                                     | Рауль                         |
| 1993 | ф | Золотые яйца                                            | Huevos de oro                                    | Бенито Гонсалес               |
| 1993 | ф | Двуязычный любовник                                     | El Amante Bilingue                               | чистильщик обуви              |
| 1994 | ф | Считанные дни                                           | Dias contados                                    | Лисардо                       |
| 1994 | ф | Детектив и смерть                                       | The Detective and Death                          | детектив Корнелио             |
| 1995 | ф | Ртом ко рту                                             | Boca a boca                                      | Виктор Вентура                |
| 1996 | ф | Экстаз                                                  | Éxtasis                                          | Робер                         |
| 1997 | ф | Опасности любви                                         | El amor perjudica seriamente la salud            | санитар-носильщик             |
| 1997 | ф | Живая плоть                                             | Carne Trémula                                    | Давид                         |
| 1997 | ф | Пердита Дуранго                                         | Perdita Durango                                  | Ромео Долороса                |
| 1999 | ф | Вторая кожа                                             | Segunda Piel                                     | Диего                         |
| 1999 | ф | Вашингтонские волки                                     | Los Lobos de Washington                          | Альберто                      |
| 1999 | ф | Между ног                                               | Entre las Piernas                                | Хавьер                        |
| 2000 | ф | Пока не наступит ночь                                   | Before Night Falls                               | Рейнальдо Аренас              |
| 2002 | ф | Танцующая наверху                                       | The Dancer Upstairs                              | Агустин Рейас                 |
| 2002 | ф | Понедельники на солнце                                  | Los lunes al sol                                 | Санта                         |
| 2004 | ф | Соучастник                                              | Collateral                                       | Феликс                        |
| 2004 | ф | Море внутри                                             | Mar adentro                                      | Рамон Сампедро                |
| 2006 | ф | Призраки Гойи                                           | Goya's Ghosts                                    | Лоренцо                       |
| 2007 | ф | Любовь во время холеры                                  | Love in the Time of Cholera                      | Флорентино Ариса              |
| 2007 | ф | Старикам тут не место                                   | No Country for Old Men                           | Антон Чигур                   |
| 2008 | ф | Вики Кристина Барселона                                 | Vicky Cristina Barcelona                         | Хуан Антонио                  |
| 2010 | ф | Бьютифул                                                | Biutiful                                         | Уксбаль                       |
| 2010 | ф | Ешь, молись, люби                                       | Eat, Pray, Love                                  | Фелиппе                       |
| 2012 | ф | 007: Координаты «Скайфолл»                              | Skyfall                                          | Рауль Сильва / Тьяго Родригез |
| 2012 | ф | К чуду                                                  | To the Wonder                                    | отец Куинтана                 |
| 2013 | ф | Влюблённый скорпион                                     | Alacrán enamorado                                | Солис                         |
| 2013 | ф | Советник                                                | The Counselor                                    | Райнер                        |
| 2014 | ф | Страховщик                                              | Autómata                                         | Синий Робот (озвучка)         |
| 2015 | ф | Последнее лицо                                          | The Last Face                                    | Мигель Леон                   |
| 2015 | ф | Ганмен                                                  | The Gunman                                       | Феликс                        |
| 2017 | ф | Пираты Карибского моря: Мертвецы не рассказывают сказки | Pirates of the Caribbean: Dead Men Tell No Tales | капитан Армандо Салазар       |
| 2017 | ф | Мама!                                                   | Mother!                                          | Илай                          |
| 2017 | ф | Эскобар                                                 | Loving Pablo                                     | Пабло Эскобар                 |
| 2018 | ф | Лабиринты прошлого                                      | Todos lo saben                                   | Пако                          |
| 2020 | ф | Неизбранные дороги                                      | The Roads Not Taken                              | Лео                           |
| 2021 | ф | Дюна                                                    | Dune                                             | Стилгар                       |
| 2021 | ф | Самый лучший босс                                       | El buen patrón                                   | Хулио Бланко                  |
| 2021 | ф | Быть Рикардо                                            | Being the Ricardos                               | Деси Арнас                    |
| 2023 | ф | Русалочка                                               | The Little Mermaid                               | Царь Тритон                   |
| 2024 | ф | Дюна: Часть вторая                                      | Dune: Part Two                                   | Стилгар                       |
| 2025 | ф | F1                                                      | F1                                               | Рубен Сервантес               |

## Награды и номинации
| Награды и номинации            | Награды и номинации | Награды и номинации                       | Награды и номинации        | Награды и номинации |
| Награда                        | Год                 | Категория                                 | Фильм                      | Результат           |
| ------------------------------ | ------------------- | ----------------------------------------- | -------------------------- | ------------------- |
| Оскар                          | 2001                | Лучшая мужская роль                       | Пока не наступит ночь      | Номинация           |
| Оскар                          | 2008                | Лучшая мужская роль второго плана         | Старикам тут не место      | Победа              |
| Оскар                          | 2011                | Лучшая мужская роль                       | Бьютифул                   | Номинация           |
| Оскар                          | 2022                | Лучшая мужская роль                       | Быть Рикардо               | Номинация           |
| Золотой глобус                 | 2001                | Лучшая мужская роль в драме               | Пока не наступит ночь      | Номинация           |
| Золотой глобус                 | 2005                | Лучшая мужская роль в драме               | Море внутри                | Номинация           |
| Золотой глобус                 | 2008                | Лучшая мужская роль второго плана         | Старикам тут не место      | Победа              |
| Золотой глобус                 | 2009                | Лучшая мужская роль в комедии или мюзикле | Вики Кристина Барселона    | Номинация           |
| Золотой глобус                 | 2022                | Лучшая мужская роль в драме               | Быть Рикардо               | Номинация           |
| Премия Гильдии киноактёров США | 2008                | Лучшая мужская роль второго плана         | Старикам тут не место      | Победа              |
| Премия Гильдии киноактёров США | 2008                | Лучший актёрский состав в игровом кино    | Старикам тут не место      | Победа              |
| Премия Гильдии киноактёров США | 2013                | Лучшая роль второго плана                 | 007: Координаты «Скайфолл» | Номинация           |
| Премия Гильдии киноактёров США | 2022                | Лучшая мужская роль                       | Быть Рикардо               | Номинация           |
| BAFTA                          | 2008                | Лучшая роль второго плана                 | Старикам тут не место      | Победа              |
| BAFTA                          | 2011                | Лучшая мужская роль                       | Бьютифул                   | Номинация           |
| BAFTA                          | 2013                | Лучшая роль второго плана                 | 007: Координаты «Скайфолл» | Номинация           |
| Каннский кинофестиваль         | 2011                | Лучшая мужская роль                       | Бьютифул                   | Победа              |
| Венецианский кинофестиваль     | 2000                | Лучшая мужская роль                       | Пока не наступит ночь      | Победа              |
| Венецианский кинофестиваль     | 2004                | Лучшая мужская роль                       | Море внутри                | Победа              |